# Chula Vista
Chula Vista, fundada en 1911, es una ciudad del condado de San Diego en el estado estadounidense de California. En el año 2005 tenía una población de 210.000 habitantes y una densidad poblacional de 1.370,9 personas por km², convirtiéndola en la segunda ciudad más grande del condado de San Diego, y la 14.ª en el estado de California.

## Geografía
Según la Oficina del Censo, la ciudad tiene un área total de 132,7 km² (51,2 mi²), de la cual 126,6 km² (48,9 mi²) es tierra y 6,1 km² (2,4 mi²) (4,61%) es agua.

## Demografía
De acuerdo al censo de 2000 la ciudad contaba con 173.556 personas, 57.705 casas, y 43.567 residentes viviendo en la ciudad. La densidad poblacional era de 1.370,9/km² y contaba con 59.495 viviendas unifamiliares en una densidad de 469,9/km². La composición étnica de Chula Vista era de 55,10% blanco, 4,62% afroamericanos, 0,78% amerindios, 10,98% asiáticos, 0,58% isleños del pacífico, 22,13% de otras razas, y el 5,85% de dos o más razas. Los hispanos o latinos de cualquier raza eran el 49,59% del total de la población.
La ciudad contaba con 57.705 familias de la cual el 40,7% eran niños menores de 18 años, el 55,7% eran parejas casadas que viven juntos, el 14,9% eran mujeres divorciadas, y el 24,5% eran solteros. El 19,5% eran individuos y el 7,9% eran personas de 65 años o más.
La población de la ciudad se divide en el 28,7% personas menores de 18, 9,4% de 18 a 24 años, 31,6% De 25 a 44 años , 19,3% de 45 a 65 años y el 11,0% de las personas tienen 65 o más años. La edad promedia de la ciudad era de 33 años. De cada 100 mujeres había 94,3 hombres.
El ingreso promedio de la renta per cápita de Chula Vista era de $44,861 y el promedio de ingresos para una familia media era de $50,136. El ingreso promedio para los hombres era de 36.812 dólares comparado con 28.430 para las mujeres. 

### Economía
Según el estimado de la Asociación de Gobiernos de San Diego, los ingresos familiares de Chula Vista en el 2005 eran de 64.110 dólares. Ajustando la inflación del dólar en 1999; comparado con el censo el salario mínimo para una familia en la ciudad de Chula Vista era de 52.084 $ anuales.

## Clima
El clima de Chula Vista es mediterráneo seco. Los inviernos son suaves y húmedos, y los veranos cálidos y secos.
El mes más fresco es enero, con una temperatura media de 13 °C, mínimas que rondan los 7 °C y raras ocasiones descienden de 0 °C, y máximas que rondan los 18 °C. Las lluvias son comunes por los frentes y las tormentas que ingresan desde el océano Pacífico, febrero igual de lluvioso que enero, las temperaturas se mantienen sin mucho cambio y los días nublados y con neblina son comunes, marzo es en promedio el mes más lluvioso, las temperaturas se mantienen similares a los meses anteriores, sin grandes cambios. Abril es el final del invierno y el mes donde los vientos de Santa Ana se vuelven más comunes, pueden darse olas de calor de hasta 33 °C, sin embargo por lo regular los días son frescos y las noches aún frías. Los meses más calurosos son agosto y septiembre, con temperaturas promedios de 22 °C. 
heladas son raras en la ciudad, y las temperaturas se mantienen templadas durante todo el año, exceptuando las ocasiones en que los vientos de Santa Ana traen aire caliente del continente y elevan la temperatura por encima de los 30 °C. Las precipitaciones son escasas e irregulares (apenas 270 mm al año), se registran durante el invierno.
| Parámetros climáticos promedio de Chula Vista | Parámetros climáticos promedio de Chula Vista | Parámetros climáticos promedio de Chula Vista | Parámetros climáticos promedio de Chula Vista | Parámetros climáticos promedio de Chula Vista | Parámetros climáticos promedio de Chula Vista | Parámetros climáticos promedio de Chula Vista | Parámetros climáticos promedio de Chula Vista | Parámetros climáticos promedio de Chula Vista | Parámetros climáticos promedio de Chula Vista | Parámetros climáticos promedio de Chula Vista | Parámetros climáticos promedio de Chula Vista | Parámetros climáticos promedio de Chula Vista | Parámetros climáticos promedio de Chula Vista |
| Mes                                           | Ene.                                          | Feb.                                          | Mar.                                          | Abr.                                          | May.                                          | Jun.                                          | Jul.                                          | Ago.                                          | Sep.                                          | Oct.                                          | Nov.                                          | Dic.                                          | Anual                                         |
| --------------------------------------------- | --------------------------------------------- | --------------------------------------------- | --------------------------------------------- | --------------------------------------------- | --------------------------------------------- | --------------------------------------------- | --------------------------------------------- | --------------------------------------------- | --------------------------------------------- | --------------------------------------------- | --------------------------------------------- | --------------------------------------------- | --------------------------------------------- |
| Temp. máx. abs. (°C)                          | 31                                            | 32                                            | 37                                            | 37                                            | 37                                            | 38                                            | 38                                            | 37                                            | 44                                            | 42                                            | 38                                            | 31                                            | 44                                            |
| Temp. máx. media (°C)                         | 18.8                                          | 19.1                                          | 19.1                                          | 20.4                                          | 20.7                                          | 22.3                                          | 24.3                                          | 25.3                                          | 25.0                                          | 23.3                                          | 21.1                                          | 19.1                                          | 21.5                                          |
| Temp. mín. media (°C)                         | 9.8                                           | 10.8                                          | 12.0                                          | 13.6                                          | 15.4                                          | 17.0                                          | 18.8                                          | 19.7                                          | 18.9                                          | 16.2                                          | 12.0                                          | 9.4                                           | 14.4                                          |
| Temp. mín. abs. (°C)                          | -4                                            | 1                                             | 2                                             | 4                                             | 7                                             | 10                                            | 12                                            | 12                                            | 10                                            | 6                                             | 2                                             | 0                                             | -4                                            |
| Precipitación total (mm)                      | 57.9                                          | 51.8                                          | 57.4                                          | 19.1                                          | 5.1                                           | 2.3                                           | 0.8                                           | 2.3                                           | 5.3                                           | 11.2                                          | 27.2                                          | 33.3                                          | 273.7                                         |
| Días de precipitaciones (≥ 1 mm)              | 7.2                                           | 6.6                                           | 7.2                                           | 4.1                                           | 2.0                                           | 1.1                                           | 0.6                                           | 0.6                                           | 1.5                                           | 2.8                                           | 4.0                                           | 5.2                                           | 42.9                                          |
| Fuente: NOOA 19 de marzo de 2013              |                                               |                                               |                                               |                                               |                                               |                                               |                                               |                                               |                                               |                                               |                                               |                                               |                                               |

## Futuro de la ciudad
En las próximas décadas, Chula Vista seguirá expandiéndose al este. Los planes son de construir varias urbanizaciones residenciales como el de Eastlaje, Rancho del Rey y Otay. En el 2003, Chula Vista tenía 200.000 residentes y fue la segunda ciudad más grande en el condado de San Diego. En el continuo crecimiento de la ciudad, Chula Vista ha logrado balancear su población al atraer más comercio a la ciudad, pero sigue manteniéndose como una pequeña comunidad y de pequeñas villas en la cual fue fundada. [cita requerida]
Chula Vista ha estado creciendo desenfrenadamente, con muchas urbanizaciones y desarrollos comerciales por todos lados, especialmente en el Valle de Otay, cerca del Centro olímpico de Entrenamiento de los Estados Unidos y el lago Otay Reservoir. Miles de nuevas casas fueron construidas en Otay Ranch.
El 30 de mayo de 2006, oficiales de Chula Vista y los Chargers de San Diego discutieron la construcción de un nuevo estadio, en lo que se convertiría en la «casa» del equipo de fútbol americano. Hasta octubre del 2007, no ha habido ningún progreso significante con respecto a quién podría tener la sede de los Chargers.

## Educación
El Distrito Escolar Primario de Chula Vista gestiona las escuelas públicas primarias.

## Ciudades hermanadas
- Cebú, Filipinas
- Odawara, Japón
- Tijuana, México
- General Roca, Argentina